# Vicealmirall
Vicealmirall és un rang naval equivalent a Tinent General. Normalment és superior a Contraalmirall i inferior a almirall. En moltes marines és un rang de 3 estrelles.

## Austràlia
A la Marina Reial Australiana, el rang de Vicealmirall és el del Cap de la Marina i, quan el càrrec és exercit per un oficial naval, el del Vicecap de la Força de Defensa, el Cap d'Operacions Conjunta i/o el Cap de l'Oficina de Desenvolupament.
El Vicealmirall és equivalent al Mariscal de l'Aire a la Reial Força Aèria Australiana i al Tinent General a l'Exèrcit australià.

## Canadà
A la Marina Canadenca, el rang de Vicealmirall (VAdm o Vam en francès) és equivalent a Tinent General de l'Exèrcit canadenc o a la Força Aèria Canadenca. Un Vicealmirall és un oficial de bandera, l'equivalent naval d'Oficial General. Un Vicealmirall és superior a Contraalmirall o a Major General, i inferior a Almirall o a General.
La insígnia del rang de Vicealmirall són 3 fulles daurades, amb una espasa i un bastó creuats, tot a sota de la Corona de Sant Eduard, portant-se a les espatlleres. A més llueix una ampla franja daurada a la bocamàniga. A la visera de la gorra de servei porta dues fileres de fulles de roure daurades.
Als Vicealmiralls se'ls dirigeix pel rang i el nom, i poden portar cotxe oficial, el qual llueix una bandera blau marí amb 3 fulles daurades, distribuïdes en triangle.
Un Vicealmirall normalment ocupa només els comandaments o nomenaments administratius més alts, sent superat només pel Cap de l'Estat Major de la Defensa, càrrec ocupat per un Almirall o per un General.

## Espanya
Vicealmirall és un rang equivalent a general de divisió de l'Exèrcit de terra o l'aviació i es correspon amb el OF-7 de l'OTAN.

## França
A França, vice-amiral és el rang màxim dins de la Marina Francesa, i els rangs superiors (vice-amiral d'escadre i amiral) són funcions permanents, d'estil i posició donats a un oficial de rang vicealmirall. El rang vice-amiral era un rang OF-8 dins les distincions de l'OTAN, però actualment ha passat a ser un OF-7.
El rang de vice-amiral d'escadre (literalment, Vicealmirall d'Esquadró o, amb més precisió, Vicealmirall de la Flota) equival a un rang OTAN OF-8

Estendard d'un vice-amiral francès
Insígnia d'espatlla

## Itàlia
A Itàlia, l'equivalent a Vicealmirall és Ammiraglio di Squadra.

## Regne Unit
A la Royal Navy, el rang de Vicealmirall s'ha de distingir de l'ofici de Vicealmirall del Regne Unit, que és un càrrec de l'Almirallat, càrrec habitualment ocupat per un Almirall retirat, i del de Vicealmirall de la Costa, un ofici avui obsolet que s'ocupava de l'administració naval en cadascun dels comptats marítims.
És equivalent a Tinent genaral de l'exèrcit de terra (codi OTAN OF-8)

Insígnia de bocamàniga de la Royal Navy
Estendard de Vicealmirall de la Royal Navy